# Anton Pointner
Anton Pointner (Salisburgo, 8 dicembre 1894 – Hintersee, 8 settembre 1949) è stato un attore austriaco.

## Biografia
Anton Pointner iniziò la sua carriera di attore a teatro intorno al 1907 spostandosi tra Austria e Germania.
A partire dagli anni venti prese parte a numerosi film muti. Successivamente interpretò diverse versioni tedesche di famosi film americani.
È ricordato, tra l'altro, per le sue partecipazioni in Kopf hoch, Charly! (1927), Geheimpolizisten (1929) e Corridoio segreto (1936).

## Filmografia parziale
- Lady Hamilton, regia di Richard Oswald (1921)
- Die Sonne von St. Moritz, regia di Hubert Moest, Friedrich Weissenberg (1923)
- Nelly, die Braut ohne Mann, regia di Frederic Zelnik (1924)
- Il rigattiere di Amsterdam (Der Trödler von Amsterdam), regia di Victor Janson (1925)
- Der Fluch, regia di Robert Land (1925)
- Kopf hoch, Charly!, regia di Willi Wolff (1927)
- Die Hochstaplerin, regia di Martin Berger (1927)
- Der Alte Fritz - 2. Ausklang, regia di Gerhard Lamprecht (1928)
- La fortezza di Ivangorod, regia di Gennaro Righelli (1928)
- Processo sensazionale, regia di Ernst Friedrich Fehér (1928)
- Der lustige Witwer, regia di Robert Land (1929)
- Geheimpolizisten, regia di Edmund Heuberger (1929),
- Zwei Welten, regia di Ewald André Dupont (1930)

- Moby Dick, il mostro del mare (Dämon des Meeres), regia di Michael Curtiz e, non accreditato, William Dieterle (1931)
- Die heilige Flamme, regia di Wilhelm Dieterle e Berthold Viertel (1931)
- Menschen hinter Gittern, regia di Pál Fejös (1931)
- Il ratto di Monna Lisa, regia di Géza von Bolváry (1931)
- Trara um Liebe, regia di Richard Eichberg (1931)
- Wochenend im Paradies, regia di Robert Land (1931)
- I cadetti di Vienna, regia di Géza von Bolváry (1931)
- Wo wohne ich gut und billig
- Tempeste di passione
- Holzapfel weiß alles
- Io di giorno, tu di notte, regia di Ludwig Berger (1932)
- Il prigioniero di Magdeburg, regia di Ernst Neubach e Heinz Paul (1932)
- Un bacio e una canzone, regia di Géza von Bolváry (1932)
- Vi amo e sarete mia, regia di Carl Boese e Heinz Hille (1932)
- Der Choral von Leuthen, regia di Carl Froelich e Arzén von Cserépy (1933)
- Zarevitch, regia di Victor Janson (1933)
- Saison in Kairo, regia di Reinhold Schünzel (1933)
- Il corridore di maratona, regia di Ewald André Dupont (1933)
- Tre donne sono troppe, regia di Reinhold Schünzel (1934)
- Schwarzer Jäger Johanna, regia di Johannes Meyer (1934)
- Tutto per un bacio, regia di Herbert Maisch (1935)
- Corridoio segreto, regia di Werner Hochbaum (1936)
- Al sole (Opernring), regia di Carmine Gallone (1936)
- I cosacchi del Volga (Stjenka Rasin), regia di Alexandre Volkoff (1936)
- Die Liebe des Maharadscha, regia di Arthur Maria Rabenalt (1936)
- La doppia vita di Elena Gall, regia di Werner Hochbaum (1936)
- Hannerl und ihre Liebhaber, regia di Werner Hochbaum (1936)
- Das Veilchen vom Potsdamer Platz
- Chi ha ucciso?
- Lumpacivagabundus, regia di Géza von Bolváry (1936)

- Fridericus, regia di Johannes Meyer (1937)
- Orchidea rossa (Rote Orchideen), regia di Nunzio Malasomma (1938)
- Castelli in aria, regia di Augusto Genina (1939)
- Tre ragazze viennesi, regia di Giuseppe Fatigati e Hubert Marischka (1942)